# Marie Joséphine Nicolas
Pour les articles homonymes, voir Nicolas (patronyme).
Marie Joséphine Nicolas, aussi connue sous le nom de Marie Nicolas (Villers-Cotterêts, 25 juillet 1846, - Paris, 7 novembre 1903) est une peintre, illustratrice et copiste française.

## Biographie
Marie Joséphine Nicolas est la fille de Pierre-Joseph Nicolas, fonctionnaire français et de Marie Nivelet.
Elle a été élève de Levasseur et de Charles Chaplin. Connue pour ses portraits et ses scènes de genre, elle réalise aussi des paysages ainsi que des illustrations pour des livres.
Elle expose pour la première fois au Salon de Paris en 1867. Elle y participera tous les ans, jusqu'en 1898. En plus de ses propres œuvres, elle réalise des copies de tableaux pour les bâtiments publics. Ainsi la toile La Prédication de saint Paul à Ephèse, présente dans la Cathédrale Sainte-Croix d'Orléans, a été réalisée par elle d'après un tableau d'Eustache Le Sueur.
Elle se marie le 25 septembre 1871 au fonctionnaire Fulbert Antonin Drapier (1835-1891).De cette union naîtra un fils : Pierre Charles Henri Drapier (1875-1950).
Au décès de Marie Nicolas, son fils fera don de son fonds d'atelier au musée Alexandre Dumas, musée de sa ville natale,. On peut y voir son autoportrait et les portraits de ses parents. Son tableau du Père Ricard (1882) a été inclus dans le livre Women Painters of the World de 1905.

## Œuvres
- Musée Alexandre Dumas de Villers-Cotterêts[7] :
  - Curiosité, 1867
  - Portrait de Pierre-Joseph Nicolas, 1870
  - Portrait de Marie Nicolas, née Nivelet, 1870
  - Autoportrait, 1871
  - Le goûter, 1872
  - Portrait de Madame N...., 1873
  - Avant la parade, 1874
  - Soubrette Louis XV (ou Soubrette Louis XVI), 1878
  - Qui vivra verra, 1882 (aquarelle)[8].
  - Une pensionnaire des Dames Zélatrices, 1886
  - L’homme au cigare (ou Portrait d'Antonin Drapier), 1890
  - Rue Saint Denis, lieu-dit "La Folie" à Villers-sur-Fère (Aisne), 1890
  - Intérieur de ferme
  - Intérieur - cuisine de campagne
  - Maison dans une cour
  - Les petits amours
  - La blonde couronnée
  - Portrait de Monsieur Drapier fils
  - Départ pour l'école
  - Jeune fille brune
  - Jeune femme à l'ombrelle
  - Jeux d'enfants
  - Maternité

- Cathédrale Sainte-Croix, Orléans :

- - La Prédication de saint Paul à Ephèse, tableau réalisé d'après une œuvre d'Eustache Le Sueur, restauré en 2012[5],[9].

- Musée Denon, Chalon-sur-Saône :
  - Qui vivra verra, 1880, huile sur toile[10]

- Lieu inconnu :

- - Jeune Bretonne et sa poupée, 1889[11]
  - Père Ricard, 1882, collection privée

Œuvres de Marie Joséphine Nicolas
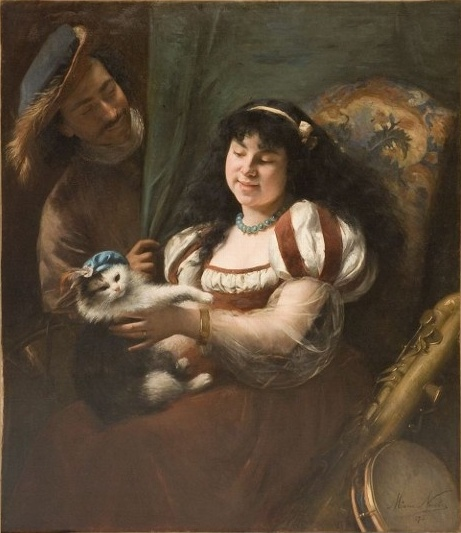
Avant la parade (1874), musée Alexandre Dumas
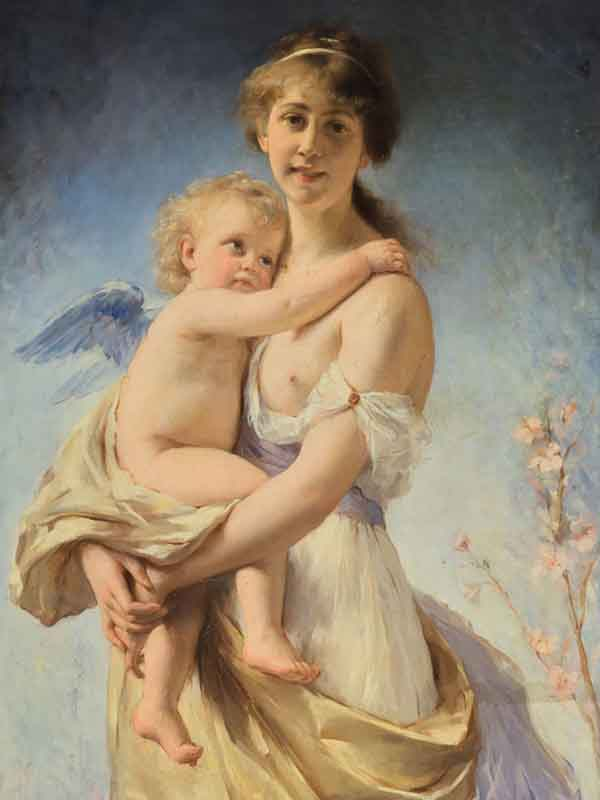
Qui vivra verra, 1880, musée Vivant-Denon
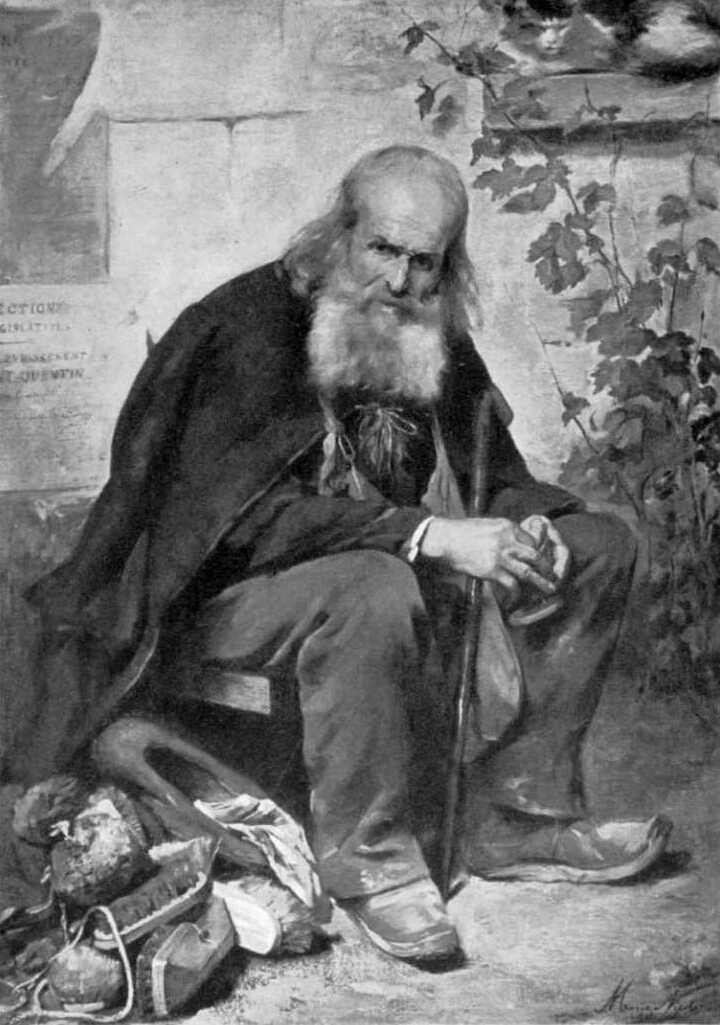
Père Ricard (1882), localisation inconnue
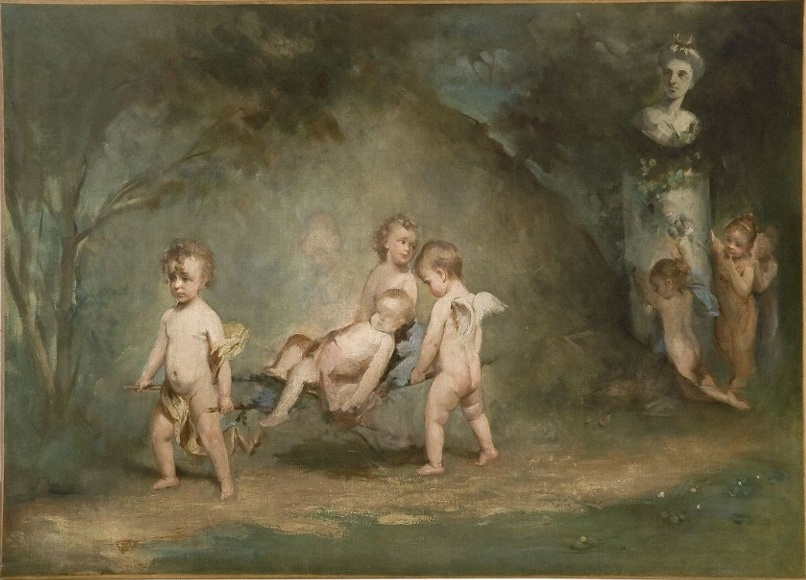
Les petits amours, musée Alexandre Dumas
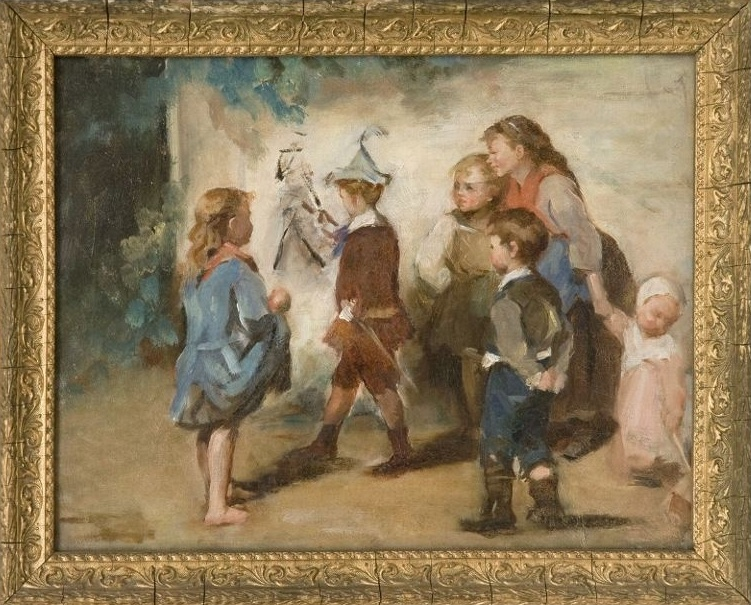
Jeux d'enfants, musée Alexandre Dumas
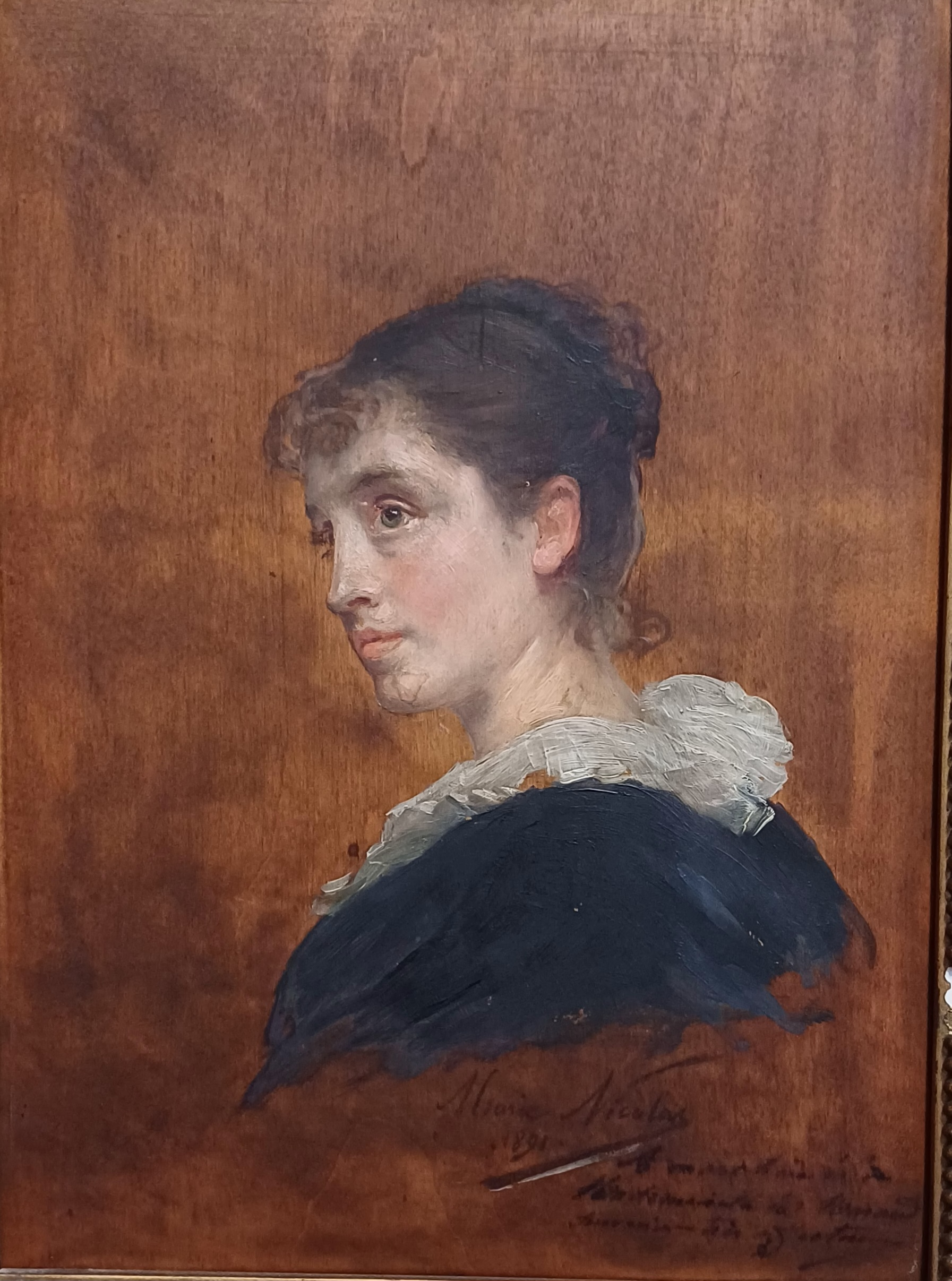
Portrait de femme à la collerette blanche, 1891, localisation inconnue